# Лоренц, Зигфрид
Зи́гфрид Ло́ренц (нем. Siegfried Lorenz; род. 26 ноября 1930, Аннаберг) — комсомольский и партийный деятель ГДР. Член Политбюро ЦК СЕПГ, первый секретарь Карл-Маркс-Штадтского окружного комитета СЕПГ.

## Биография
Сын красильщика и портнихи, Зигфрид Лоренц окончил народную школу и в 1944—1945 годах работал в деревне и разносчиком. В 1945 году Лоренц вступил в Социал-демократическую партию Германии, в 1946 году — в Союз свободной немецкой молодёжи. После слияния СДПГ и КПГ в 1946 году стал членом СЕПГ. В 1946 году работал делопроизводителем в Аннабергском городском управлении СЕПГ, в 1946—1947 годах являлся секретарём Аннабергского городского управления ССНМ. В 1947 году обучался в экономической школе в Аннаберге, в 1948—1949 годах учился на рабоче-крестьянском факультете в Хемнице и Лейпциге, затем до 1951 года изучал общественные науки в Лейпцигском университете. По окончании университета до 1953 года занимал должность руководителя отдела студенческой молодёжи в Центральном совете ССНМ. По окончании учёбы в Берлинской окружной партийной школе в 1954—1956 годах работал секретарём по вопросам пропаганды и агитации в Берлинском окружном управлении ССНМ. По окончании курса в Высшей партийной школе имени Карла Маркса Лоренц получил диплом обществоведа и с января 1958 года находился на должности второго секретаря, а в 1961—1965 годах — первого секретаря Берлинского окружного управления ССНМ. Одновременно в 1958—1967 годах Зигфрид Лоренц являлся депутатом городского самоуправления и кандидатом и впоследствии членом Берлинского окружного управления СЕПГ.
В 1961—1976 годах Лоренц входил в состав Центрального совета ССНМ, в 1963—1967 годах представителем Берлина, а до 1990 года — депутатом Народной палаты ГДР, где также занимал должность члена и председателя молодёжного комитета. В 1965—1966 годах Лоренц руководил отделом партийной печати Берлинского окружного управления СЕПГ. В 1966—1976 годах он руководил отделом по делам молодёжи ЦК СЕПГ и одновременно молодёжной комиссией при Политбюро ЦК СЕПГ. В 1967 году Лоренц был избран кандидатом, а с 1971 года — членом ЦК СЕПГ. С марта 1976 года по ноябрь 1989 года Лоренц являлся первым секретарём Карл-Маркс-Штадтского окружного управления СЕПГ. В 1985 году Лоренц был избран кандидатом, а в 1986 году — членом Политбюро ЦК СЕПГ.
На последнем процессе против членов Политбюро СЕПГ по обвинению в расстрелах у Берлинской стены 6 августа 2004 года Зигфрид Лоренц был признан виновным в соучастии в убийстве трёх человек и приговорён к 15 месяцам лишения свободы условно.